# Mozilla Application Suite
Mozilla Application Suite (початково відомий як Mozilla, маркетований як Mozilla Suite, з якого пізніше виросла Seamonkey) — крос-платформений набір програм, котрий складався із вебоглядача, поштового клієнта, клієнта новин, IRC клієнта та HTML редактора. Розробка проєкту була ініційована компанією Netscape Communications Corporation, перед тим як ця компанія була куплена компанією AOL. Програмний код Mozilla Application Suite базований на Netscape Communicator. Розробка набору програм велася компанією Mozilla Organization (з 2003 — Mozilla Foundation) впродовж 1998—-2006 років.

## Mozilla Suite
Mozilla Suite — відкритий набір програм для роботи в мережі Інтернет. Він включає веббраузер, поштовий клієнт, календар, IRC-клієнт ChatZilla, простий HTML редактор та інструменти для Web-розробників (інспектор DOM і зневаджувач JavaScript). 
Спочатку заснований на джерельному коді Netscape Navigator, хоча в наш час є незалежним проєктом. Побудований на ядрі Gecko, яке є середовищем виконання. Призначений для користувача інтерфейс побудований на XUL з використанням CSS, а як мова програмування інтерфейсу застосовується JavaScript. Відмінною рисою є підтримка всіх стандартів організації W3 Consortium. 
Останню офіційну версію Mozilla Suite (1.7.13) було оприлюднено 21 квітня 2006 року. З того часу підтримку Suite, а також версйї Gecko 1.7.x, з боку Mozilla Foundation було припинено. 
Існують версії для більшості сучасних операційних систем. Завдяки XUL можна використовувати різні бібліотеки графічного інтерфейсу користувача, що дозволяє добитися «рідного» зовнішнього вигляду в різних оточеннях. 
Зараз, окрім основної гілки, існує гілка, в якій набір програм розділений на незалежні складові частини:
- Firefox — Вебсервер-браузер
- Thunderbird — поштовий клієнт
- Sunbird — Календар. Існує у вигляді окремого додатку, а також як розширення для поштової програми Thunderbird.
- Nvu — HTML-редактор

## Підтримувані технології
- HTML 4.01
- Справжня підтримка XHTML (у більшості браузерів використовується звичайний HTML-парсер для розбору XHTML), працює тільки якщо MIME тип application/xhtml+xml. Вимогливіший до якості коду і у разі синтаксичних помилок не відображає сторінку.
- CSS 1, 2 і частково 3 (нові властивості мають префікс -moz)
- XSLT 1.0 (з деякими обмеженнями)
- MathML
- JavaScript

## Подальше життя проєкту
В даний час проєкт Mozilla Suite вийшов з-під крила Mozilla Foundation (організація займається зараз іншими проєктами на основі Mozilla), і був відданий незалежним програмістам, які створили SeaMonkey — набір програм для роботи в Інтернеті, сприйнятий користувачами у якості продовжувача традицій Mozilla Suite. 30 січня 2006 року вийшла перша офіційна версія незалежного проєкту SeaMonkey.